# TermWiki
TermWiki.com es una importante red de aprendizaje social que permite a los usuarios a aprender, descubrir, compartir y almacenar términos y glosarios en 1200 dominios en más de 100 idiomas. El sitio destaca la colaboración, con un foro, un módulo de preguntas/respuestas, las funciones de mensajería y páginas de discusión de cada término. También permite a las empresas llevar a cabo campañas internacionales de publicidad en términos clave, para mejorar el rendimiento SEO.
La plataforma fue desarrollada por la empresa de localización y desarrollo de software CSOFT Internacional. Lanzado en mayo de 2010, la herramienta tiene tanto una versión de comunidad abierta y libre; y una privada y profesional para uso interno en las organizaciones.
El nombre de "TermWiki" es una combinación de las palabras término (abreviatura de la "terminología") y wiki (un wiki es la palabra hawaiana que significa rápido).